# Theo Evan
Evangelos Theodorou (Griego: Ευάγγελος Θεοδώρου; Nicosia, Chipre, 26 de noviembre de 1997), conocido como Theo Evan, es un cantautor, bailarín y actor grecochipriota. Representó a Chipre en el Festival de la Canción de Eurovisión 2025 en Basilea, Suiza.

## Carrera
Nacido en Nicosia en una familia grecochipriota, pasó su juventud en sesiones de baile y cantando en el coro de su escuela. Es cantante y bailarín desde los siete años y comenzó a escribir canciones en su adolescencia. Evan también actuó en una amplia variedad de producciones teatrales y concursos de talentos en todo Chipre, como todos los niños de su edad, y a menudo ganó premios y distinciones por sus esfuerzos.
Después de graduarse de The English School en Nicosia, Evan se mudó a los Estados Unidos para estudiar música e interpretación en el Berklee College of Music en Boston, Massachusetts, donde luego se graduó con honores. Desde entonces, ha sido invitado nuevamente como invitado honorario a la ceremonia de graduación de la universidad en tres ocasiones, junto a otros artistas como Missy Elliot, Pharrell Williams, John Legend y Justin Timberlake. En 2021, lanzó su sencillo debut "The Wall". Evan también hizo una aparición como extra en la segunda temporada de la serie de televisión estadounidense Euphoria. Después de una corta estancia en Los Ángeles, regresó a su ciudad natal para continuar su carrera musical.
El 2 de septiembre de 2024, se anunció que representaría a Chipre en el Festival de la Canción de Eurovisión 2025 en Basilea, Suiza. Esta será la primera vez desde 2017 que Chipre estará representado por un artista nacido en Chipre. 

## Arte
El arte de Evan se describe como "inspirado en todo, desde Stromae hasta Michael Jackson y el reggaetón". Su estilo musical se describe además como una "mezcla convencional de pop mediterráneo, infundido con tonos oscuros y ásperos, complementado con una fusión pop fresca y contemporánea".

## Discografía
| Título                   | Año  | Álbum o EP                           |
| ------------------------ | ---- | ------------------------------------ |
| "The Wall"               | 2021 | Sencillos que no pertenecen al álbum |
| "So Cold"                | 2022 | Sencillos que no pertenecen al álbum |
| "Burn Us Down"           | 2022 | Sencillos que no pertenecen al álbum |
| "Save Me from Myself"    | 2023 | Sencillos que no pertenecen al álbum |
| "Dark Side"              | 2023 | Sencillos que no pertenecen al álbum |
| "The Cost of Losing You" | 2024 | Sencillos que no pertenecen al álbum |
| "Fading Dreams"          | 2024 | Sencillos que no pertenecen al álbum |
| "Fuego"                  | 2025 | Sencillos que no pertenecen al álbum |
| "Shh"                    | 2025 | Chipre en Eurovisión 2025            |
| "Diafanis (Con Demy)"    | 2025 | Delta                                |
| "Don't kill my summer"   | 2025 | Sencillos que no pertenecen al álbum |